# خوتور

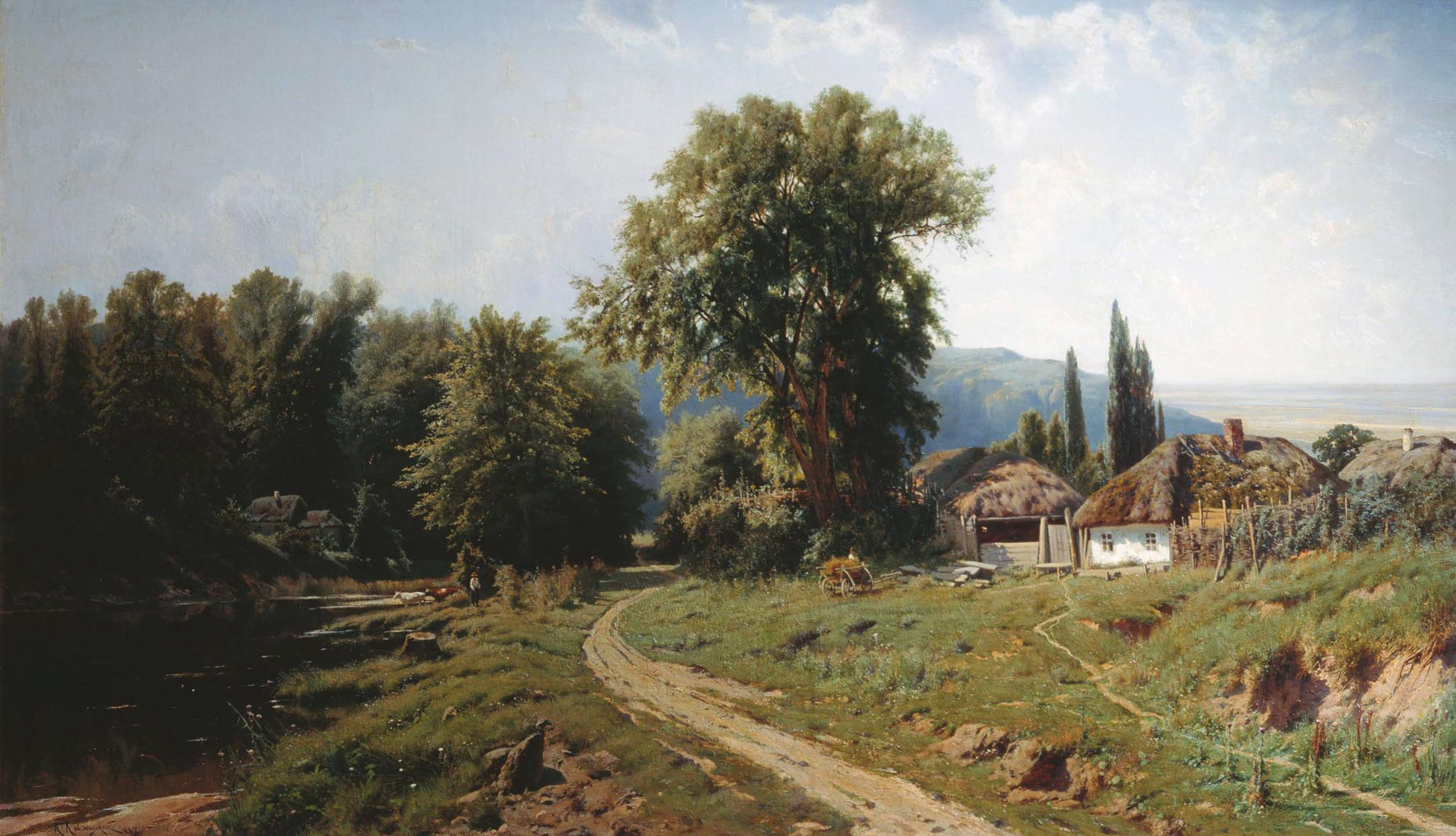
كونستانتين كريزيتسكي. خوتور في روسيا الصغيرة، 1884

خوتور ((بالروسية: ху́тор)‏) أو خوتير ((بالأوكرانية: ху́тiр)‏، خوتير، ج. ху́тори، خوتوري) هو نوع من المناطق الريفية في بعض بلدان أوروبا الشرقية؛ في الماضي، كان المصطلح يشير في الغالب إلى مستوطنة من منزل واحد. يمكن ترجمة المصطلح كـ «نجع».

## تاريخ
في القوزاق دون وكوبان في الإمبراطورية الروسية، المزرعة هي مستوطنة على أراضي القرية التي ليس لديها إدارة إدارية منفصلة. في بعض القرى (على سبيل المثال، قرية اليصاباتي (Elizavetinskaya))، كانت المزارع السكانية أكبر من المستوطنة المركزية التي نشأت تاريخياً أولاً. غالبًا ما كانت المزارع المزدحمة في قرى منفصلة، أي كان لديها مجتمع محلي منفصل وسكان من القوزاق.
كانت موجودة في الأراضي التي يمتزج فيها القوزاق والتي تضم اليوم أوكرانيا، وكوبان، وحوض نهر دون الدون السفلي، بينما في منطقة كوبان ودون، استخدمت كلمة خوتور أيضًا لوصف مستوطنات جديدة (بغض النظر عن عدد المنازل) التي انفصلت عن مناطق ستانيتاس. في بعض مجتمعات القوزاق، تمت الإشارة إلى هذه الأنواع من المستوطنات باسم posyólok أو sélyshche . في روسيا مصطلح " выселки "(vyselki، حرفيا، «أولئك الذين ابتعدوا») كان يستخدم أيضا. لا يزال خوتور هو التسمية الرسمية للعديد من القرى الروسية في هذه المناطق.
خلال إصلاحات ستوليبين (Stolypin) في الإمبراطورية الروسية، بداية القرن العشرين. تم تشجيع إنشاء المزارع المجتمعية من خلال سياسة قروض بنك الفلاحين، فضلاً عن نظام المساعدة الزراعية الحكومية. أدى ضعف حيازة الأراضي إلى إضعاف بقايا الأوبشينات المتأصلة في النظام المجتمعي.
تصور بيتر ستوليبين "خصخصة" حصة الفلاحين الأثرياء من أراضي المجتمع (obshchina أو tovarystvo)، وترك الأوبشينات، والاستقرار في الخوتورات على أرضهم المملوكة الآن بشكل فردي. كان المفهوم الأقل تطرفًا هو فكرة الأوتروب (отруб) أو الفيدروب : جزء من أرض المجتمع (obshchina) سابقًا، حيث ترك مالكها الأوبشينا ولكنه استمر في العيش في القرية و «التنقل» إلى أرضه. وبحلول عام 1910، قدرت حصة الخوتورات وأوتروب بين جميع الأسر الريفية في الجزء الأوروبي من روسيا بنحو 10.5 ٪. تم القضاء عليها عمليا خلال الجماعية في الاتحاد السوفياتي.

## في الأدب
نيكولاي غوغول "ويسمى أول عمل رئيسي الصورة أمسيات في مزرعة قربديكانكا (Dikanka)، حيث 'مزرعة' هو ترجمة" خوتور"(بالروسية: Вечера на хуторе близ Диканьки).